# Tragocerinos
Tragocerinos (Tragocerini) é uma tribo de coleópteros da subfamília Cerambycinae.

## Sistemática
- Ordem Coleoptera
  - Subordem Polyphaga
    - Infraordem Cucujiformia
      - Superfamília Chrysomeloidea
        - Família Cerambycidae
          - Subfamília Cerambycinae
            - Tribo Tragocerini (Thomson, 1864)
              - Gênero Tragocerus (Latreille, 1829)